# ペンパイナッポーアッポーペン
「ペンパイナッポーアッポーペン」（英: Pen-Pineapple-Apple-Pen、略称：PPAP（ピーピーエーピー））は、古坂大魔王が扮する「謎の千葉県出身シンガーソングライター」たるピコ太郎（ピコたろう）が、2016年（平成28年）8月25日（JST）に、YouTubeに公開した動画作品・楽曲。

## 概要
本作品の歌詞に用いられる英単語は4品詞6種のみで、延べ30単語で構成される。
| 英単語    | 品詞     | 使用回数   |
| --------- | -------- | ---------- |
| I         | 代名詞   | 4回        |
| have      | 他動詞   | 4回        |
| a/an      | 不定冠詞 | 4回        |
| pen       | 名詞     | 8回        |
| apple     | 名詞     | 5回        |
| pineapple | 名詞     | 5回        |
| 合計      | 合計     | 延べ30単語 |

本作品は、ジャスティン・ビーバーが自身のTwitterで「インターネットで一番好きなビデオ」とツイートしたほか、BBCニュース・オンラインやCNNが記事に取り上げた。BBCは「イヤーワームがネットを席巻」、CNNは「新たな江南スタイルか?」の見出しで報じた。オリコンスタイルは「世界的人気」の見出しを用い「独特なリズムに乗せた中毒性の高いフレーズ」と紹介した。
YouTubeで公開された動画『PPAP（Pen-Pineapple-Apple-Pen Official）』の再生回数は、2016年10月4日の時点で1900万回を超えた。10月5日には5000万回に達したとも報じられた。10月7日には、配信元のエイベックスの談として、全世界のサイトをまとめると2億回を突破したと報じられた。YouTubeの週間再生回数ランキング（2016年9月30日～10月6日集計）において、アリアナ・グランデらを抑え1位を記録した。12月8日にYouTubeが発表した「2016年動画グローバルランキング」で、「トレンド動画ランキングトップ10（グローバル）」の2位を記録し、日本人アーティストで初めてランクインした。
2016年10月7日、本作を含む全4曲が世界134カ国で同時に配信リリースされ、世界デビューした。
第49回日本有線大賞・有線話題賞、2016 ユーキャン新語・流行語大賞・ベストテン、2016年度ガジェット通信 ネット流行語大賞金賞（第1位）、第3回Yahoo!検索大賞 カルチャーカテゴリ 流行語部門賞、第58回日本レコード大賞特別話題賞を受賞した。
2020年4月時点で公式動画の再生数は約5億回、関連動画を含めた累計再生数は約20億回にも達している。

## 沿革
- 2016年（平成28年）
  - 3月19日 - 仙台放送のローカル番組「あらあらかしこ」にてテレビ初披露
  - 6月27日 - ピコ太郎として、Twitterに投稿を開始
  - 8月25日 - 「ピコ太郎動画プロジェクト」として、YouTubeに動画を投稿
  - 9月27日
    - ジャスティン・ビーバーがツイートした。
    - BBC、および、CNNが報じた。

  - 9月28日 - 日本のメディアが一斉に報じた。
  - 10月5日 - YouTubeの動画再生回数が5000万回を超えた。
  - 10月7日 - 世界134か国で同時に配信された。
  - 10月12日 - YouTubeの週間再生回数ランキングで世界1位となった。
  - 12月8日 - YouTubeの「2016年動画グローバルランキング」において日本人アーティストで初めてランクインした。

## 音楽性と歌詞
曲は嬰ハ短調で、BPMは136。ピコ太郎のボーカルは、F♯3からC♯5。プロデューサーの古坂大魔王がこだわったのは「まぬけなテンポ」だった。古坂は、お笑いのネタやコミックソングはBPM120-140に集約していることを突き止め、お笑いは早い縦ノリではなく、横ノリだと考えた。試しにBPM150にしたが速すぎ、BPM120だと遅すぎたという。イントロは「まぬけさを出す」ことにこだわりローランド・TR-808のカウベルを使用。「携帯電話を意識した音」にこだわりディストーションをかけた音にした。スマートフォンは最初から歪んでいるため、それは自分がかけたい音ではなかったため、ディストーションをかけるように依頼した。「声を聞かせる為の曲作り」の工夫として、同じリズムを繰り返している。音数を減らすと勢いが減る為、疾走感のためにハイハットの音を入れている。

## 批評家の反応
音楽プロデューサーのtofubeatsも、2016年10月28日付けの自身のTwitterで「808のカウベルが毎小節2度聞ける曲が日本でブレイクしていることに感謝」と言及している。その後、音楽バラエティ番組『関ジャム 完全燃SHOW』で行われた企画「2016年名曲ベスト10」において、この曲を1位に選出した。選出理由として、曲が素晴らしい上に、ローランド・TR-808によるカウベルの音によって奥行きを出しており、DJ諸氏にとっては感謝感激レベルだと説明した。これを受けて番組スタッフがプロデューサーの古坂大魔王に取材に赴いたところ、「カウベルのボリューム、その裏にローランド・TR-909のスネアを重ねている。ピンだけでなく、タン!が入っていて、凄く頑張って作った」と語り、そのこだわりを的確に分析したtofubeatsに謝意を示した。また安田謙一も、『ミュージック・マガジン』におけるレビューの中で、前述のtofubeatsのツイートを目にしてから、「PPAP」が自分自身の中で「ネタ」から自由になったとコメント。加えて、クマムシの「あったかいんだからぁ♪」やRADIO FISHの「PERFECT HUMAN」のようなある種の“音ネタ”は曲自体がジャンルへの優れた批評になっているが、ピコ太郎の「PPAP」は、その役割を少し逸脱して、音楽の持つ中毒性を身も蓋もなく暴いて見せた大名曲だと評価した。

## チャート成績
2016年10月7日付けの配信デイリーチャートでは、iTunesダンストップソングチャート1位など10冠を記録した。
アメリカのビルボードソングチャート（Billboard Hot 100）にて、2016年10月29日付けで初登場77位を記録し、日本人として松田聖子に次ぐ26年振り・7人目のチャートインを果たした。また、ビルボードにチャートインした最も短い曲としてThe Womenfolkの『Little Boxes』が持っていた1分02秒という記録を52年振りに塗り替え、わずか45秒の曲でチャートインという新記録を打ち立てた。この成績が評価され2016年10月28日にはギネス世界記録にも「全米ビルボードトップ100に入った世界最短曲」として認定された。1週でチャート外に落ちたものの同年11月26日付で82位でチャート復帰、その後も93位→90位と推移している。
日本のBillboard Japan Hot 100では2016年10月17日に初登場4位でスタート。動画再生・Twitterつぶやきを中心にポイントを集め5週目の11月14日付けで初めて1位を獲得した。12月7日、同曲を収録のファーストアルバム『PPAP』が、オリコンデイリーランキングで1位を獲得した。
2017年度の日本音楽著作権協会（JASRAC）の著作権使用料分配額（国内作品）ランキングで年間6位を獲得した。日本国外から日本音楽著作権協会 (JASRAC) に払われる国内作品の著作権使用料分配額では2018年度に年間7位、2019年度に年間6位に入った。

## 宣伝活動
2016年10月8日、代々木競技場第一体育館にて開催されたファッションイベント「GirlsAward 2016 AUTUMN/WINTER」にサプライズで出演し、本作品を歌い終えた後「PPAPGirlsAwardバージョン」を披露した。同年10月14日の音楽番組『ミュージックステーション』の最新音楽情報を紹介するVTRのコーナーに出演した。世界デビュー後初のテレビ出演であり、街頭ロケにて渋谷、原宿の一般人100人と一緒にパフォーマンスした。2016年12月5日、フランスの人気音楽番組「C à Vous」に日本人として初めて出演した後、同国のツイッターにてトレンドランキング1位を獲得した。

## チャート
| チャート（2016年）                                     | 最高 順位 |
| ------------------------------------------------------ | --------- |
| 日本（Billboard Japan Hot 100）                        | 1         |
| 日本（Billboard Japan Radio songs）                    | 53        |
| カナダ（Canadian Hot 100）                             | 39        |
| ベルギー （ウルトラトップ）                            | 5         |
| ハンガリー （Single Top 40）                           | 29        |
| 韓国 デジタル・ソング(海外)（ガオン）                  | 22        |
| アメリカ Billboard Hot 100                             | 77        |
| アメリカ Billboard Dance/Electronic Digital Song Sales | 37        |

## カバー・パロディ
2016年11月1日、「ウソツキ」などの泣き歌で知られる3人組シンガーソングライターWHITE JAMがカバー「クリスマス泣き歌バージョン」のミュージックビデオを公開。同年11月18日、歌手の清水翔太が自身のYouTube公式チャンネルでのコーナー『清水翔太のつくってみた』シリーズにおいて、「リクエストが非常に多かった」という「PPAP」をソウルフルにアレンジしたカバーを投稿している。2017年1月1日、さだまさしが自身のYouTubeチャンネルに「PPAP〜和風バージョン」と題した動画を投稿。1月13日、国立劇場がYouTubeチャンネルに三世杵屋佐喜の唄、三味線、笛、小鼓、大鼓、太鼓の長唄囃子の奏者による「PNSP(Pen-Nurisampo-Sampo-Pen) - YouTube」と題した動画を投稿。
四代目片岡亀蔵も2017年の新春歌舞伎において、「歌舞伎版PPAP」を披露した。
2019新型コロナウイルスの流行に合わせ、ピコ太郎本人がPPAP-2020- - YouTubeと題した手洗い動画を発表している。こちらの「PPAP」は、Pray for People And Peaceの略とされている。

## 商標登録問題
ベストライセンス株式会社（上田育弘社長）が『PPAP』の商標権の取得申請を行っていた。ベストライセンスおよび上田はピコ太郎やエイベックスと何の関係もなく、先に商標登録して権利を得ることで利益に繋げることを目的としていると公言している。エイベックスも『PPAP』の商標出願をしていたが、上田社長のほうが9日早く申請していた。
なお、商標法第29条では商標登録出願の日より前に生じた他人の著作権、著作隣接権に抵触する商標は使用できないとされているため、『PPAP』の著作者であるピコ太郎本人がCDや関連グッズ販売を含む『PPAP』の使用には障害が無いと見られている。仮に商標登録されたとしても、曲名や歌詞に用いることは通常は商標の使用にはあたらないため制限されない。
また、Apple社からも既に商標として登録済みの「Apple」「Apple Pay」「Apple Pencil」との類似（商標法4条1項11号）や、国内外で周知されている商標へのフリーライド（タダ乗り、便乗。同19号）等を主張した商標登録取り消しを求めた異議申し立てがされた。
最終的にはベストライセンスによる商標出願およびApple社からの異議申し立ては却下され、『PPAP』はエイベックスの商標として2017年6月9日に登録されている（第5954372号）。